# Palpomyia boliviensis
Palpomyia boliviensis är en tvåvingeart som beskrevs av Jean-Jacques Kieffer 1917. Palpomyia boliviensis ingår i släktet Palpomyia och familjen svidknott.
Artens utbredningsområde är Bolivia. Inga underarter finns listade i Catalogue of Life.